# Rolf Birger Pedersen
Pour les articles homonymes, voir Pedersen.
Rolf Birger « Pesen » Pedersen (né le 23 septembre 1939 à Bergen en Norvège et mort le 22 mars 2001 dans la même ville) est un joueur de football international norvégien.

## Biographie
Il a grandi près du Brann Stadion.
Réputé pour ses tirs très puissants. Lors de la saison 1962-63, on raconte qu'il tira si fort qu'il fit rentrer le gardien dans son but, et qu'il s'évanouit à cause de la puissance du tir de Pedersen. Il est le recordman du plus grand buteur de l'histoire du SK Brann, avec 245 buts en 335 matchs.
Après sa retraite en 1972, Pesen continue à exercer dans le monde du football, et entraîne dans quelques clubs de Bergen en divisions inférieures. Il fait également partie de la direction de son club de toujours du SK Brann, et en est même le président.
En l'an 2000, un cancer lui est diagnostiqué, et il meurt le 22 mars 2001 à l'âge de 61 ans.